# جايسون بيكر (لاعب هوكي الجليد)
جايسون بيكر هو لاعب هوكي الجليد كندي، ولد في 26 مايو 1974 في ساسكاتون في كندا.

## وصلات خارجية
- جايسون بيكر على موقع EliteProspects.com (الإنجليزية)
- جايسون بيكر على موقع HockeyDB.com (الإنجليزية)